# Palais Simon (Hannover)

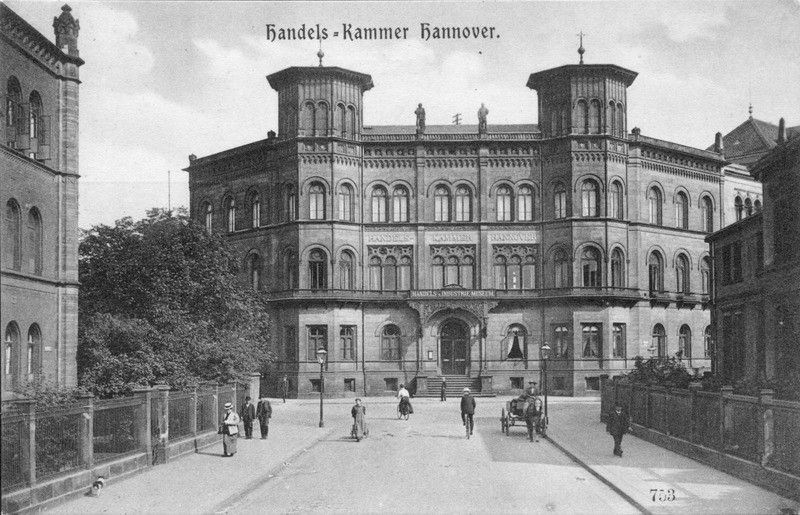
Palais Simon mit Inschriften Handels-Kammer Hannover und Handels- u. Industrie-Museum. Foto-Postkarte ca. 1919 Original im Historischen Museum Hannover

Das Palais Simon in Hannover war ein im 19. Jahrhundert in den letzten Jahren des Königreichs Hannover errichtetes schlossähnliches Palais, das in der Geschichte der Stadt Hannover eine städtebaulich
und kulturell bedeutende Funktion einnahm – und dennoch in den 1950er Jahren abgerissen wurde. Standort des neuromanischen Bauwerks war die seinerzeitige Brühlstraße 1 Ecke Escherstraße in der Calenberger Neustadt auf der Grenze zum hannoverschen Stadtteil Mitte.

## Geschichte
Das Palais war nach dem Bankier des hannoverschen Königs Georg V., Israel Simon, benannt, der sich vor den Toren der Residenzstadt des Königreichs von dem Architekten Christian Heinrich Tramm das Gebäude als eigenes Wohnhaus errichten ließ.

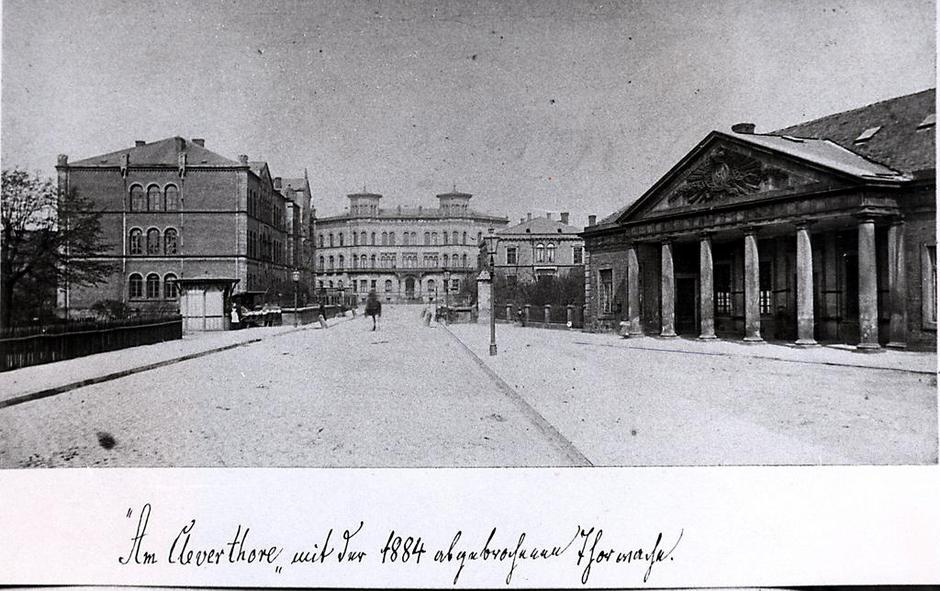
Blick über die Clevertorbrücke entlang der Brühlstraße auf das Palais Simon (Bildmitte) außerhalb des Clevertors, rechts im Bild die 1884 abgebrochene Clevertor-Wache

Der Standort für den Wohnsitz Simons war keinesfalls zufällig gewählt: Sein schlossähnliches eigenes Palais lag in direkter Linie zwischen den historischen Regierungsresidenzen Leineschloss und Schloss Herrenhausen sowie dem etwa zur gleichen Zeit und ebenfalls von dem Architekten Tramm errichteten, anfangs nur als Sommerresidenz der königlichen Familie bestimmten Welfenschloss. Auf dem kürzestmöglichen Fahrweg zwischen der ehemaligen Residenz in der Altstadt von Hannover und den landesherrlichen Schlössern in den Herrenhäuser Gärten demonstrierte der Privatwohnsitz des jüdischen Bankiers auch städtebaulich ein neues Selbstbewusstsein. Gelegen außerhalb der Anlagen der ehemaligen Stadtbefestigung Hannovers am Clevertor, führte die Brühlstraße vorbei an der Clevertor-Wache und über die Clevertorbrücke zentral auf den Haupteingang zwischen den beiden Türmen am Mittelflügel des Simon'schen Palais zu.
Besucher aus der Calenberger Neustadt passierten zunächst den nach dem Bankier des Königs benannten Simonsplatz mit der dort installierten Brunnenanlage, bevor sie zu dem Wohnsitz Simons kamen. Das Palais auf dem Weg zum Königsworther Platz und weiter zur Herrenhäuser Allee präsentierte sich als dreiflügelige Haustein-Anlage aus Deister-Sandstein, die Heinrich Christian Tramm in neuromanischen Formen ausgestaltet hatte.
Doch nur wenige Jahre nach der Fertigstellung des repräsentativen Wohngebäudes Israel Simons, nach dem Deutschen Krieg, der Schlacht bei Langensalza sowie der Annexion des Königreichs Hannover durch Preußen im Jahr 1866 und dem daher zu seinen Verwandten nach Wien exilierten König Georg V. folgte der welfentreue und bald verarmte Bankier seinem ehemaligen Landesherrn in das Zentrum der Habsburgermonarchie.
Kurz zuvor war eine der letzten Amtshandlungen von König Georg V. in Hannover dessen Unterschrift am 12. September 1866 unter die Gründungsurkunde der damaligen Handelskammer Hannover deren Vertreter in diesen ersten Jahrzehnten der Industrialisierung sich ganz bewusst nicht als irgendein weiterer Verband organisieren wollten, sondern von Anfang an das Ziel einer staatlich anerkannten Kammer verfolgten. In den späten Gründerjahren des Deutschen Kaiserreichs übersiedelte die spätere IHK 1896 in das Palais Simon über, wo sie bis nach dem Ersten Weltkrieg und zu Beginn der Weimarer Republik bis Herbst 1919 ihre Geschäftsstelle unterhielt.
Ab Ende 1919 wurde das Palais Simon als Handels- und Industriemuseum der Industrie- und Handelskammer Hannover genutzt.
Nach der Machtergreifung durch die Nationalsozialisten im Jahr 1933 wurde zwar rasch der Simonplatz und die nahegelegene Simonstraße umbenannt, das Palais aber nach einer Neukonzeption durch Herbert Röhrig und 1937 nach einer kostenintensiven Neugestaltung zur Förderung der NS-Hochkonjunktur inhaltlich neu gestaltet. Während des Zweiten Weltkrieges wurden die Exponate des Museums durch die Luftangriffe auf Hannover beim Bombenangriff am 9. Oktober 1943 durch Fliegerbomben vollständig, das Gebäude selbst jedoch nur leicht zerstört.
In den frühen Wirtschaftswunderjahren nach der Gründung der Bundesrepublik Deutschland wurde unter dem Stadtbaurat Otto Meffert, der im Wesentlichen den Planungen seines Vorgängers Karl Elkart folgte, die im Zuge der autogerechten Stadt geplante Entlastungsstraße am westlichen Ufer der Leine realisiert durch die 1951 angelegte Straße Leibnizufer. Während jedoch die 3. Fassung dieser Planungen die historisch bedeutsamen Bausubstanzen eher geschont hätte, setzten sich die radikaleren Vorstellungen des Stadtplaners Rudolf Hillebrecht durch, der „[...] eine 60 m breite Schneise durch die ehemalige Bebauung zwischen Goethestraße und Königsworther Platz“ bevorzugte. Dieser Lösung fiel nicht nur das 1952 abgerissene Palais Simon zum Opfer, sondern ebenso die schon 1951 abgebrochene „[...] Brückmühle durch die überdimensionierte Leineuferstraße an deren Einmündung in den Friederikenplatz.“